# Juma Kaseja
Juma Kaseja (Kigoma, 20 aprile 1985) è un calciatore tanzaniano, di ruolo portiere.

## Carriera

### Nazionale
Ha esordito in Nazionale nel 2002.